# Collégiale de l'Assomption-de-la-Vierge de Villemaur-sur-Vanne
L'église de l'Assomption-de-la-Vierge est une église collégiale située à Villemaur-sur-Vanne, en France.

## Description
Elle a comme mobilier une dalle d'Isabiaus Creissart  et une autre de Jehan et Issabeaus, époux du XIVe siècle ainsi  qu'un lutrin en forme d'aigle du XVIe siècle. Un ensemble de statues du XVIe siècle : 
- sainte Barbe[5] en calcaire avec des traces de polychromie,
- un ange et Marie[6] en calcaire avec dorure et polychromie formant un groupe,
- éducation de Marie[7] en calcaire avec dorure et polychromie,
- Marie à l'Enfant[8] en calcaire polychrome.

À quoi il faut ajouter une chaire à prêcher du menuisier Jacques Prudhon faite en 1777. Un ensemble de deux plaques commémoratives de fondation l'une de Jean Suzanne et de sa femme Christine Janson et l'autre de Jean Huchard et de sa femme Jeanne Tubeuf toutes deux en cuivre et du XVIIe siècle.
Elle possédait plusieurs reliquaires dont un de saint Flavit en émaux de Limoges et un autre dit des Martyrs ; un bénitier en fonte. Ces objets ont été volés.

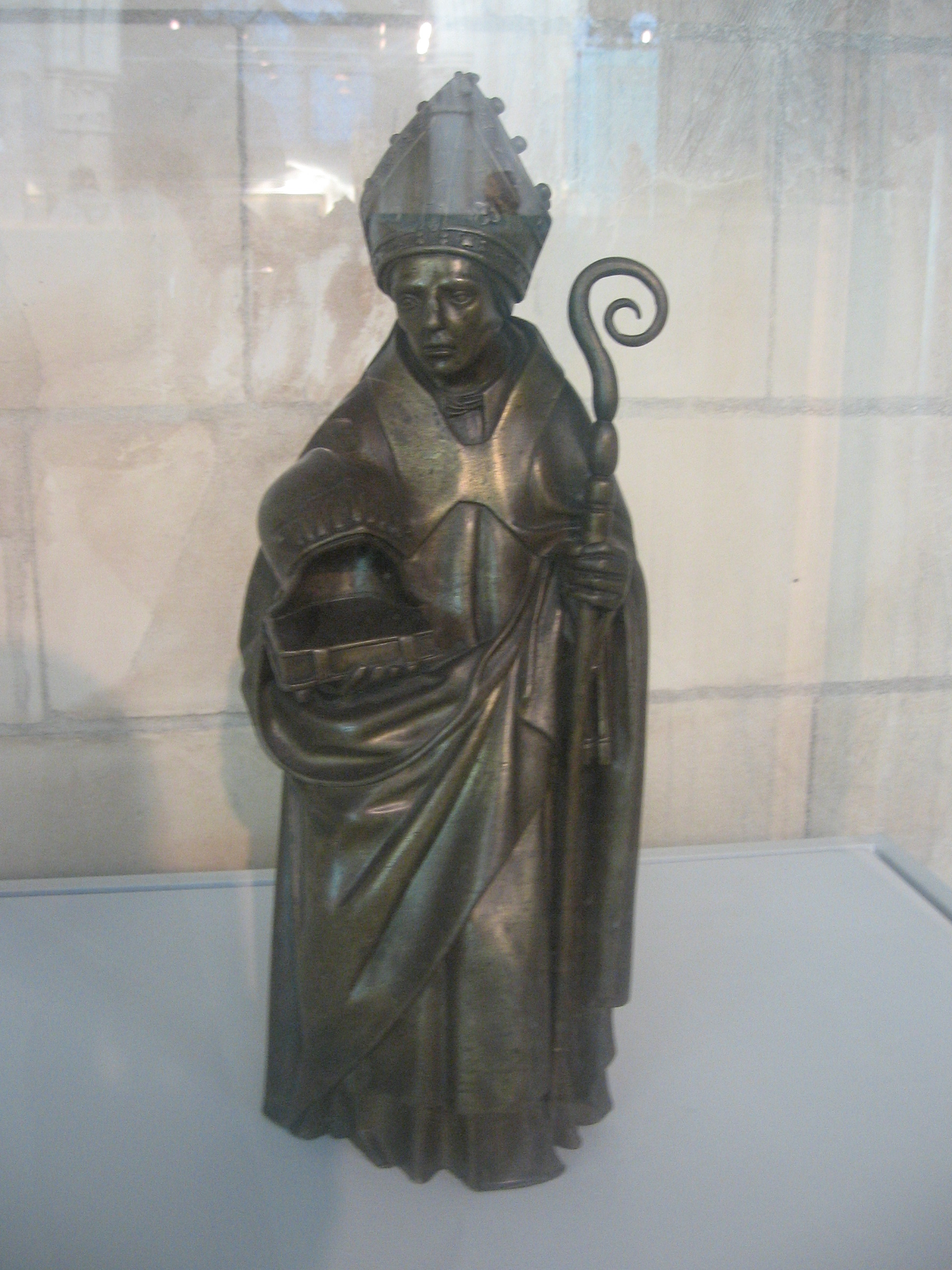
Évêque sculpture du XVIe,
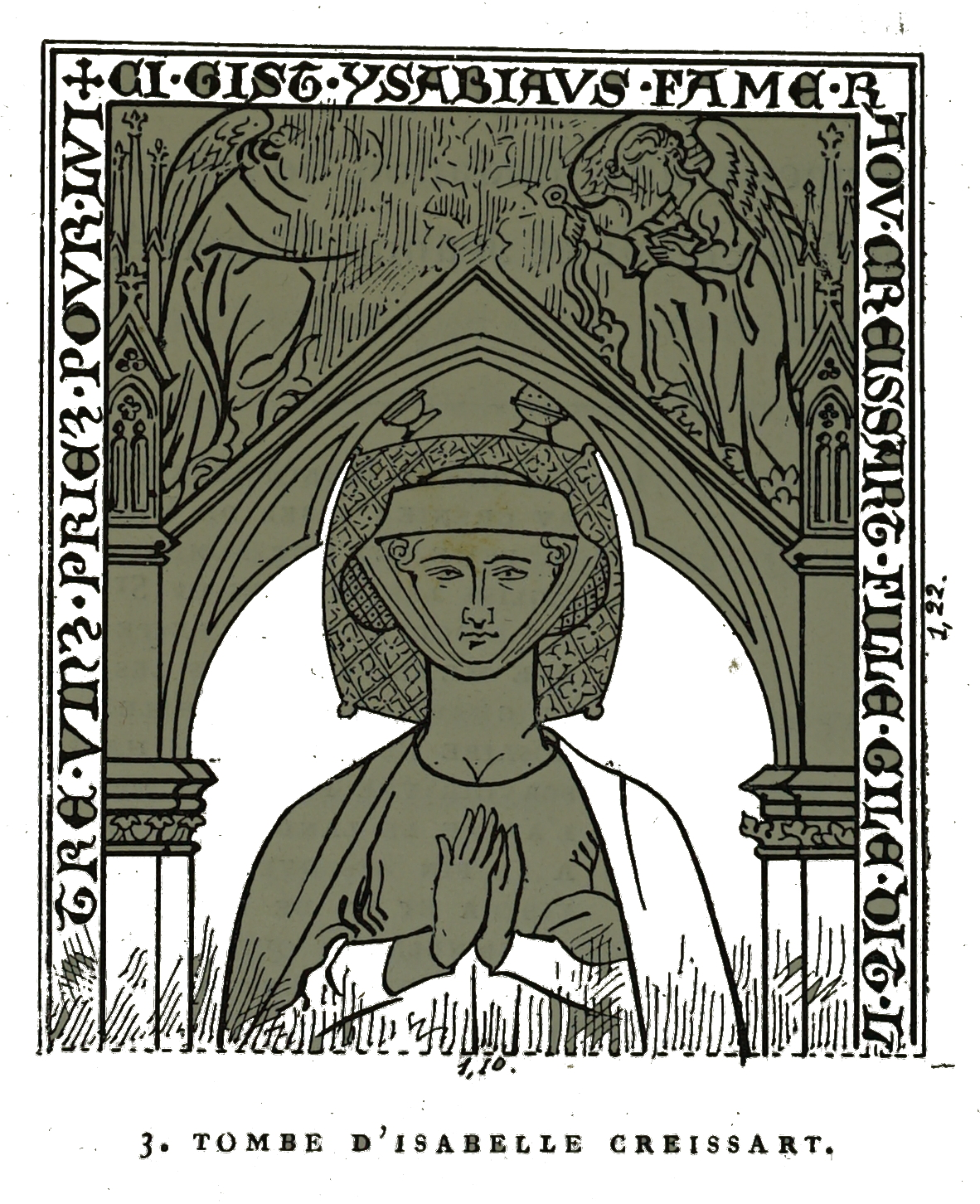
Dalle d'Isabeau,
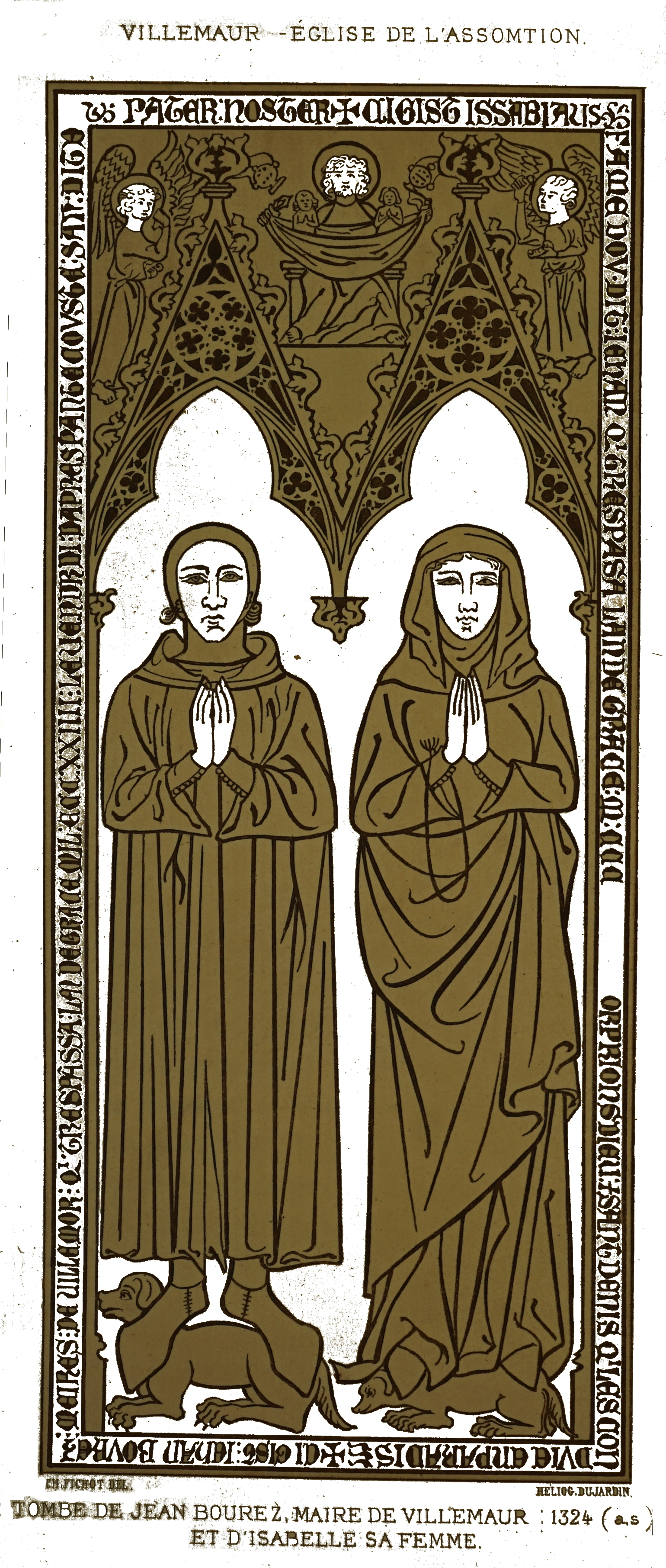
Dalle de Jehan et Issabeaus,
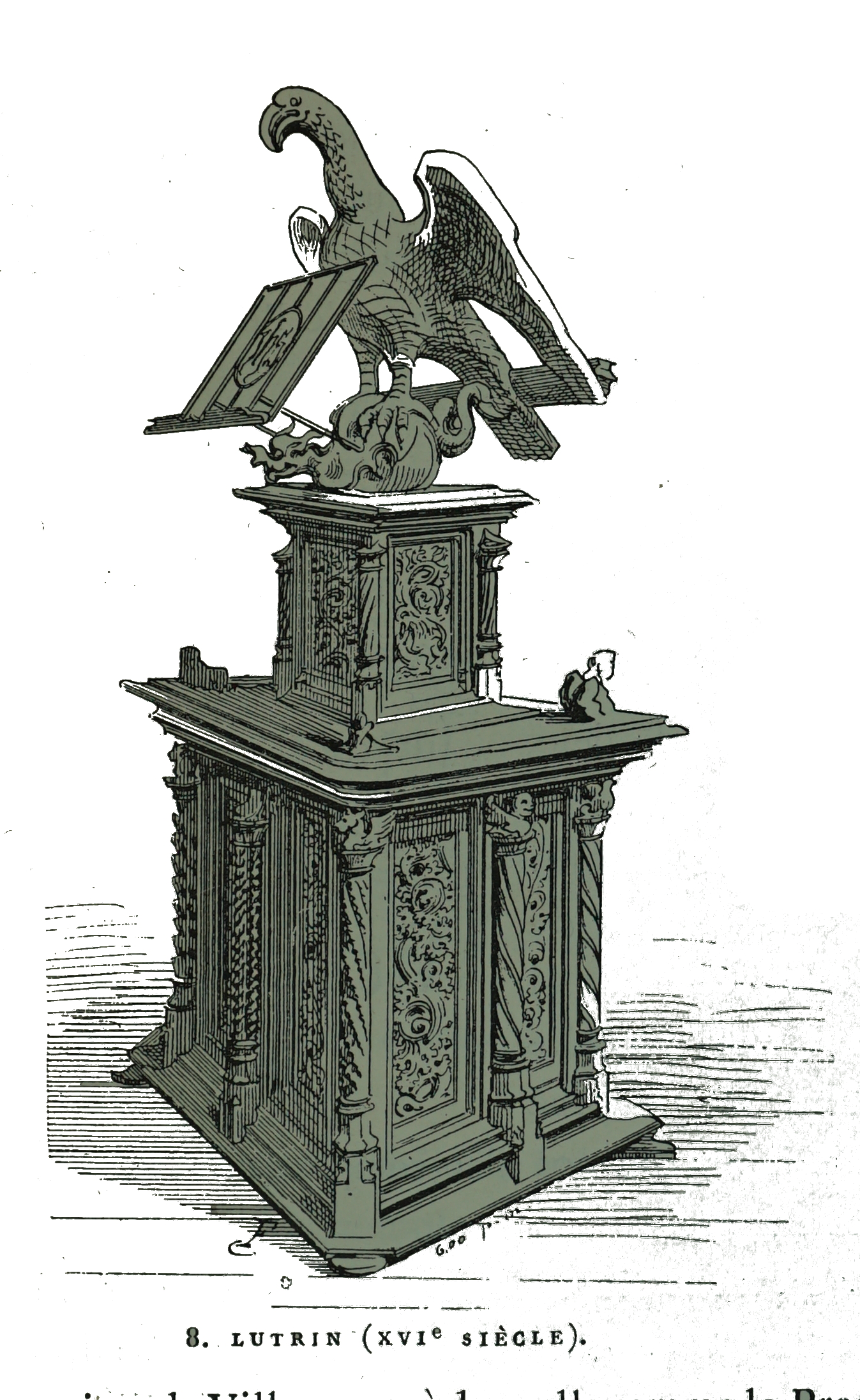
Lutrin.
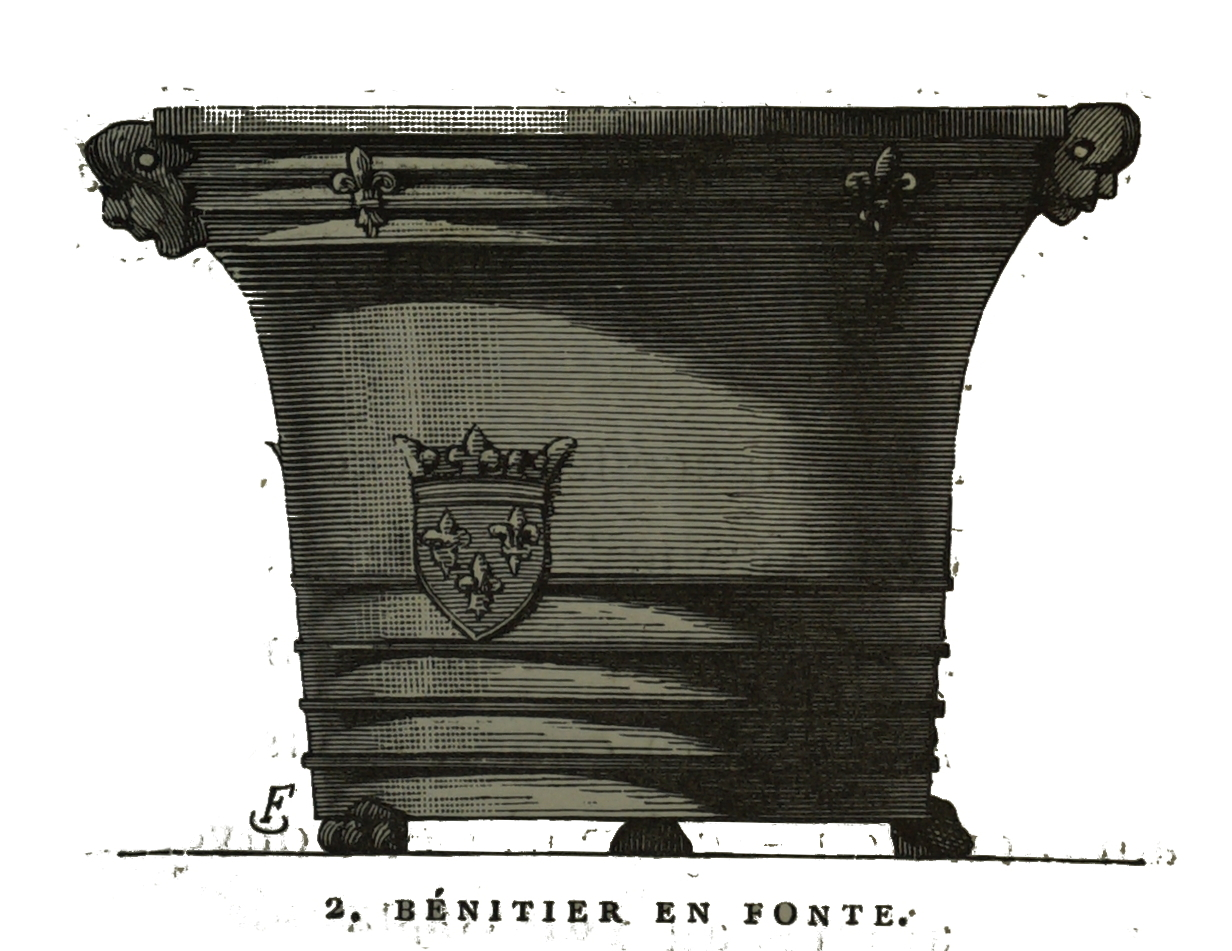
Bénitier et
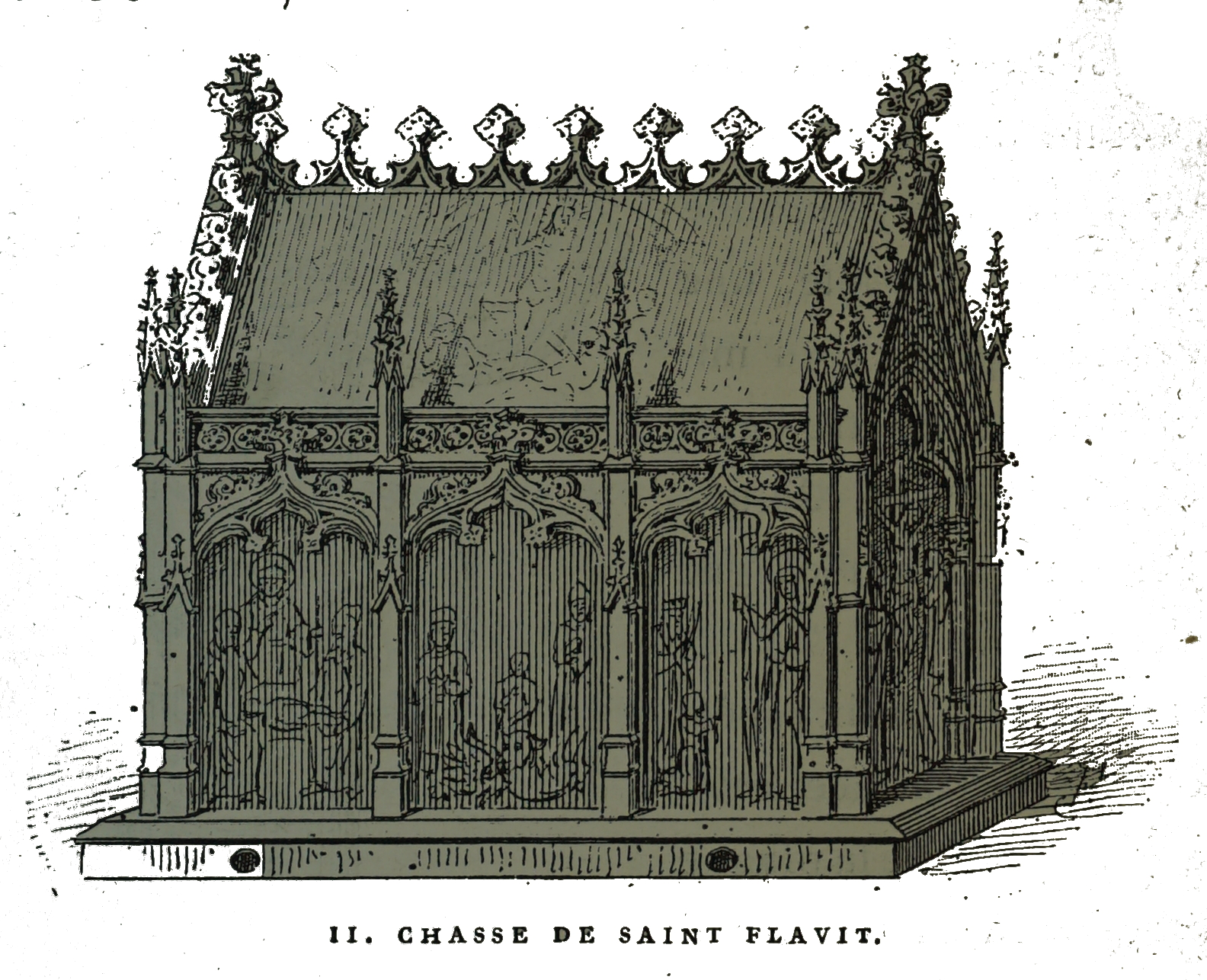
chasse de Flavit.
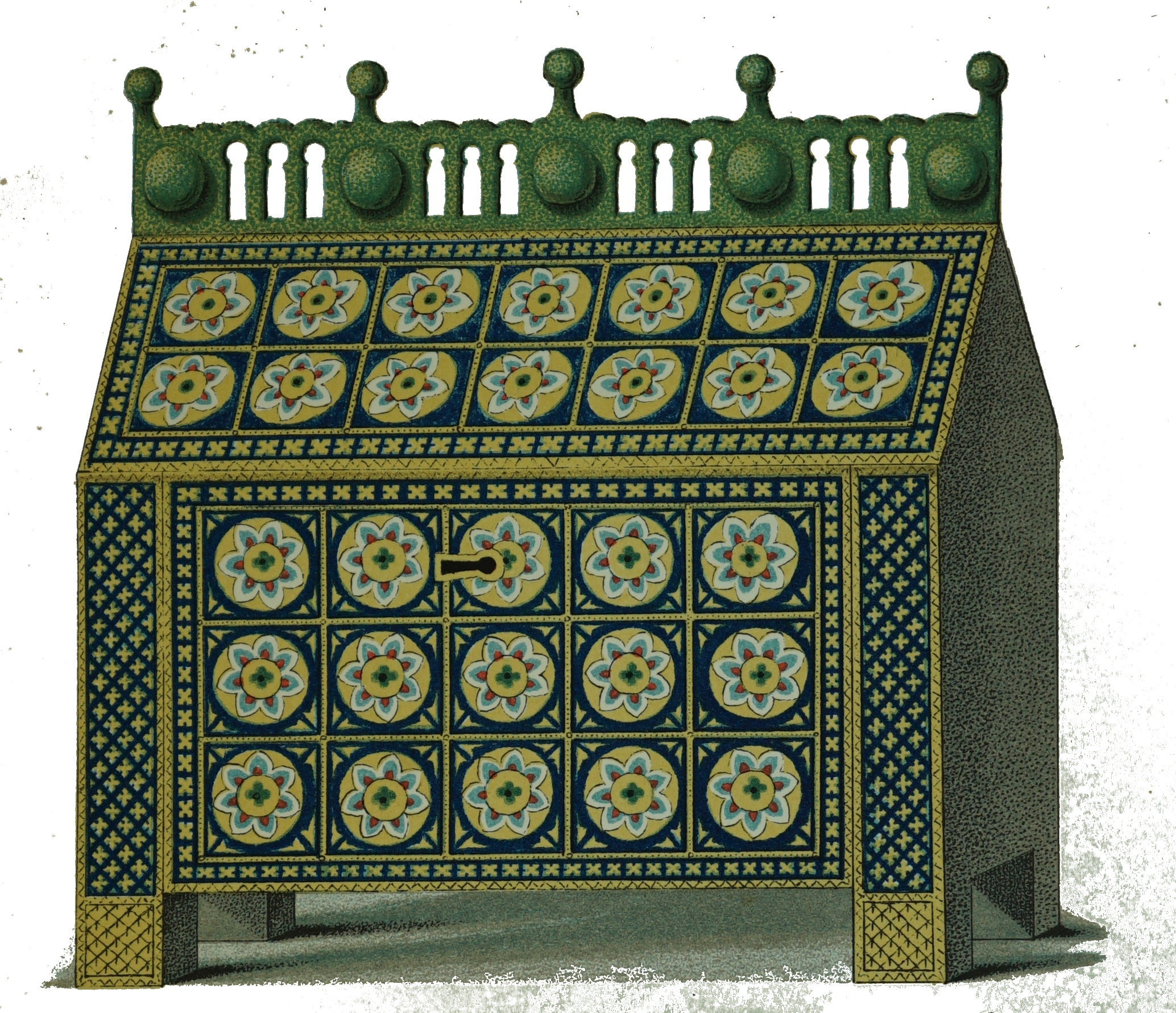
Champlevé XIIe siècle[15].

## Localisation
L'église est située sur la commune de Villemaur-sur-Vanne, dans le département français de l'Aube.

## Historique
La collégiale de l'Assomption (ou Notre-Dame) est une église remarquable avec jubé en bois sculpté exceptionnel daté de 1521 et attribué aux frères Thomas et Jacques Guyon.

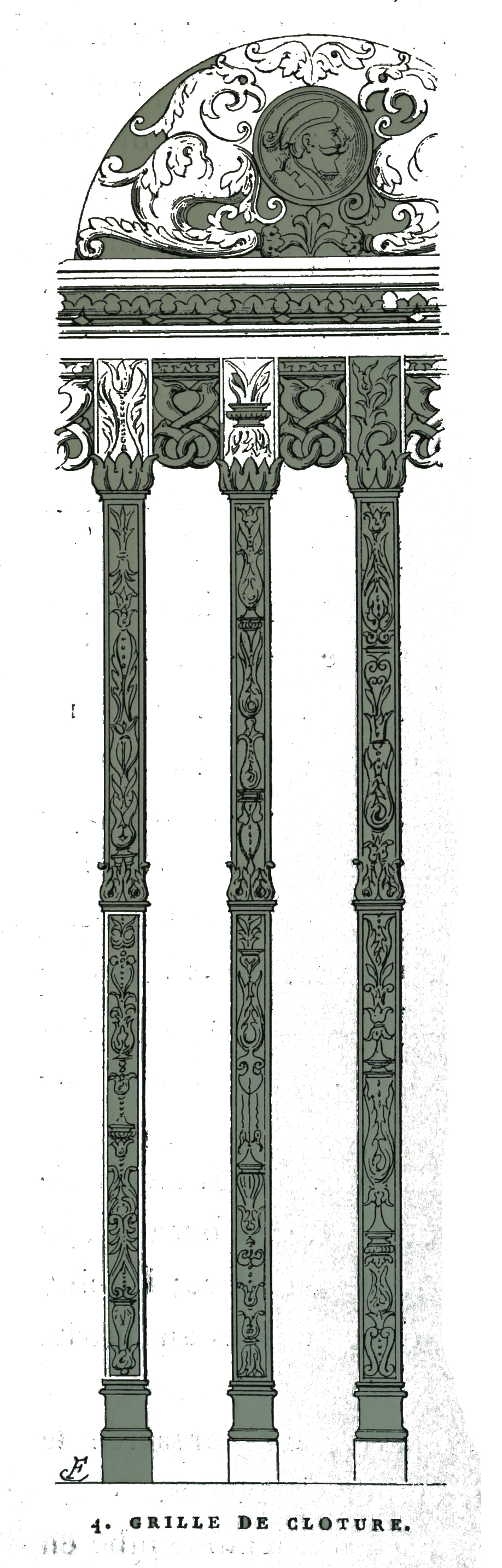
Cloture du chœur,
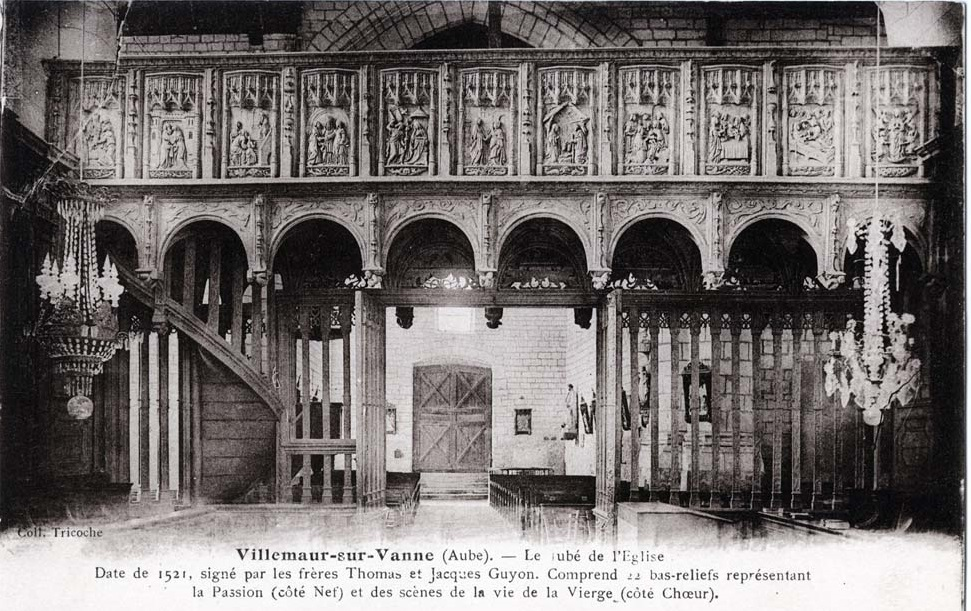
Le jubé,
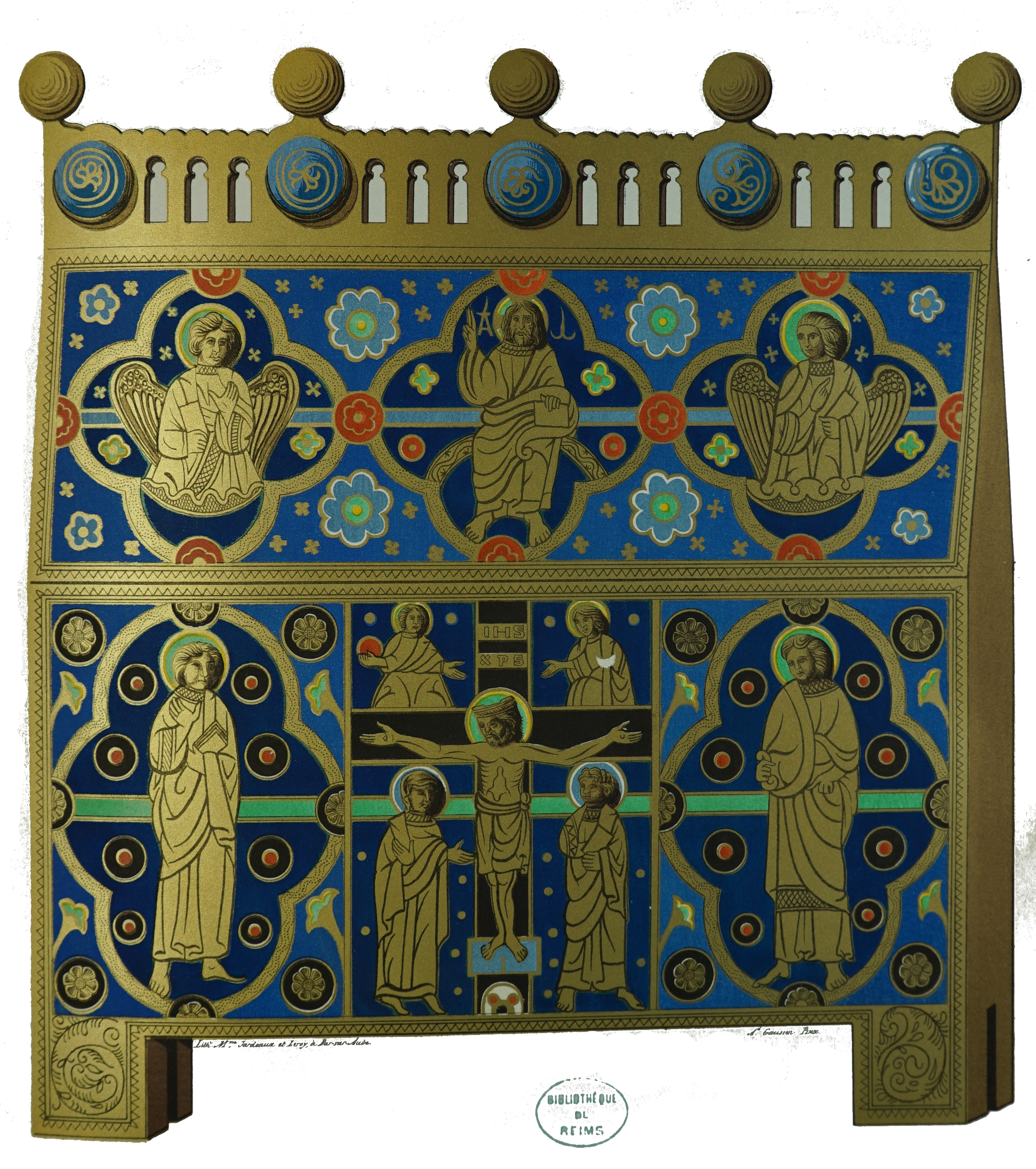
Trésor de Villemaur actuellement en la cathédrale de Troyes.

L'édifice est classé au titre des monuments historiques en 1972.